# Albert Emil Polcyn
Albert Emil Polcyn, także Polzin (ur. 1870 w Stargardzie, zm. 1954 w Poznaniu) – niemiecki i polski organmistrz, twórca organów w licznych kościołach, głównie w Poznańskiem.

## Kariera zawodowa
Naukę pobierał początkowo u ojca, także organmistrza. W latach 1892–1920 współpracował z firmą Schlag & Söhne. Od 1900 prowadził także własny zakład w Poznaniu, a od 1924 fabrykę organów tamże. Firma działa do czasów obecnych przy ul. Słonecznej.

## Dzieła
Dziełem Polcyna są m.in. organy w następujących miejscowościach (budowa, przebudowa, czyszczenie):

- Warszawa - kościół ewangelicko-reformowany, 1900,
- Łódź - kościół ewangelicki Świętej Trójcy, 1900,
- Obra, 1900,
- Międzychód, 1901,
- Koźminiec, 1901,
- Murowana Goślina, 1902,
- Stary Dworek, 1902,
- Miłostowo, 1902,
- Brójce, 1903,
- Lednogóra, 1903,
- Kotusz, 1903,
- Pleszew, 1903,
- Stare Bojanowo, 1903,
- Poznań - Gimnazjum Augusty Wiktorii, kościół Świętego Krzyża, 1903,
- Tarnowo, 1903,
- Trzciel, 1903,
- Skarboszewo, 1904,
- Buk - kościół ewangelicki, 1904,
- Gębice, 1904,
- Dziewierzewo, 1905,
- Poznań - Wilda, kościół ewangelicki, 1905,
- Wągrowiec, 1905,
- Śmiłowo, 1905,
- Latowice, 1905,
- Krotoszyn, 1905,
- Bukowiec, 1905,
- Kobyla Góra, 1905,
- Świątkowo, 1905,
- Łubowo, 1906,
- Miejska Górka, kościół ewangelicki, 1906,
- Stare Bojanowo, 1907,
- Kargowa, 1907,
- Poznań, kościół ewangelicki pw. Chrystusa, 1907,
- Poznań, kościół ewangelicki św. Mateusza, 1907,
- Dąbrowa Mała, 1907,
- Krotoszyn, 1913,
- Szemborowo, 1915,
- Krzywiń, 1916,
- Czempiń, 1916,
- Śrem (kościół farny), 1916,
- Kaczanowo, 1917,
- Babimost, 1919,
- Trzemeszno, 1922,
- Poznań, kościół św. Floriana, 1923,
- Dobrzyca, 1925,
- Pieranie, 1926,
- Prochy, 1926,
- Poznań - kościół ewangelicki św. Piotra, katedra i fara, 1926,
- Poznań, kościół św. Wojciecha, 1927,
- Lasocice, lata 30. XX w[2].